# Vít Rakušan
Vít Rakušan (n. 16 iunie 1978, Kolín, Boemia Centrală, Cehia) este un om politic ceh, prim-viceprim-ministru și ministru de interne al Republicii Cehe în guvernul lui Petr Fiala din decembrie 2021.